# Dorfkirche Höfgen

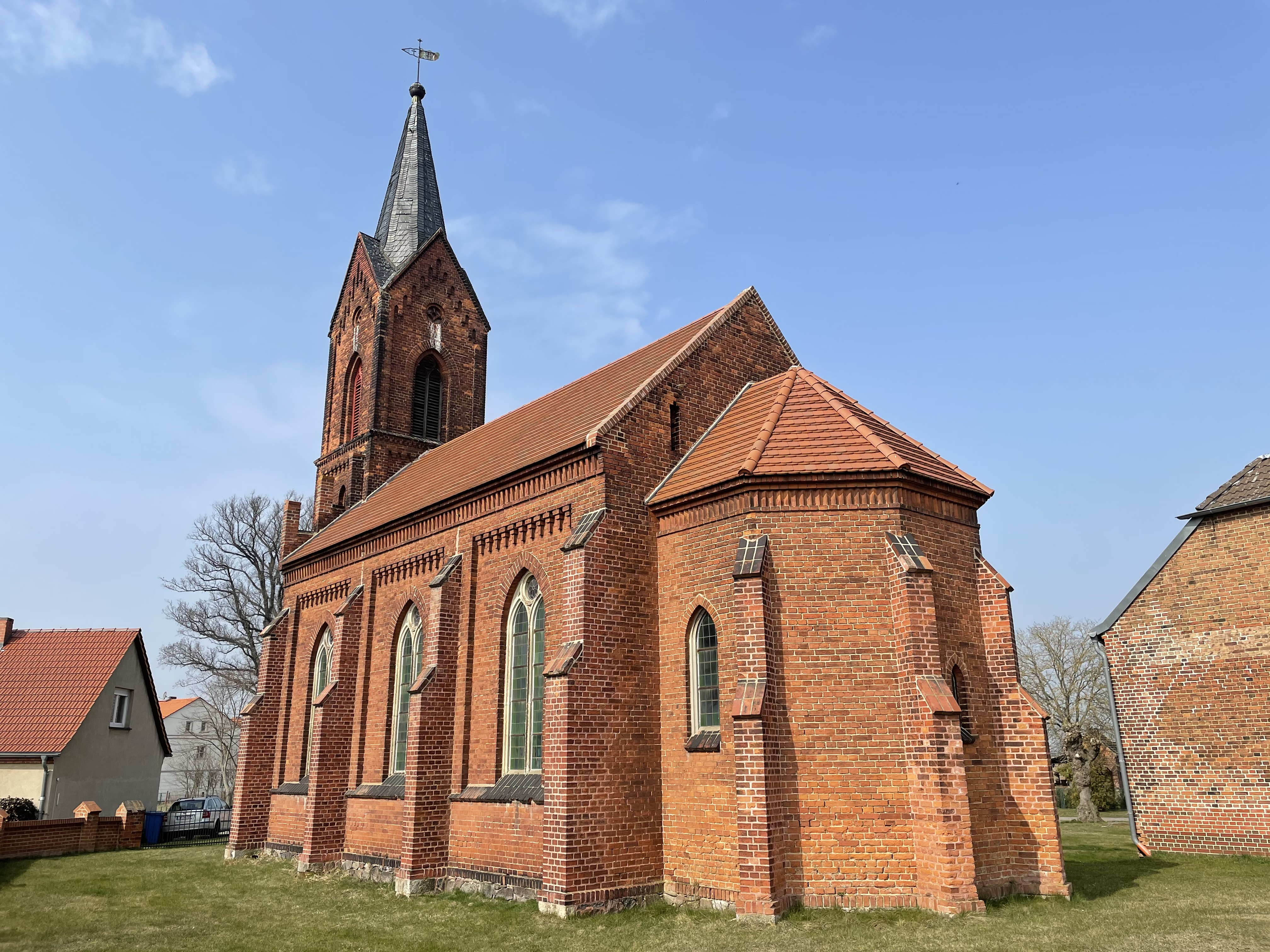
Dorfkirche Höfgen

Die evangelische Dorfkirche Höfgen ist eine neugotische Saalkirche in Höfgen, einem Ortsteil der Gemeinde Niederer Fläming im Landkreis Teltow-Fläming im Land Brandenburg. Die Kirchengemeinde gehört zum Kirchenkreis Zossen-Fläming der Evangelischen Kirche Berlin-Brandenburg-schlesische Oberlausitz.

## Lage
Die Dorfstraße führt von Südwesten kommend in nordöstlicher Richtung in den Ort und umspannt dort den historischen Dorfanger. Die Kirche steht nordöstlich am Ausgang des Angers auf einem Grundstück mit einem Kirchfriedhof, der mit einer Mauer aus rötlichen Ziegeln eingefriedet ist.

## Geschichte
Bereits vor dem Dreißigjährigen Krieg gab es Überlieferungen nach bereits eine Kirche im Ort, die während der Kriegshandlungen jedoch zerstört wurde. Das Dorf lag bis 1660 wüst und wurde erst anschließend wieder besiedelt. 1706 entstand eine neue Kirche, die im Laufe der Jahrzehnte jedoch baufällig wurde. In den Jahren 1878 und 1879 errichteten Handwerker unter der Leitung des Maurermeisters Dalichow aus Jüterbog einen Neubau. Die finanziellen Mittel stiftete Wilhelm I. – darauf weist eine kleine Krone hin, mit der die Klinke am Westportal verziert ist. 1929 sowie 1967 wurden das Dach von Kirchenschiff und Turm erneuert. Bei den Arbeiten in den 1960er Jahren wurde eine elektrische Beleuchtung installiert. In den 1970er Jahren wurde die Bleiverglasung der Fenster erneuert; 1992 die Ausmalung der Kirche.

## Baubeschreibung

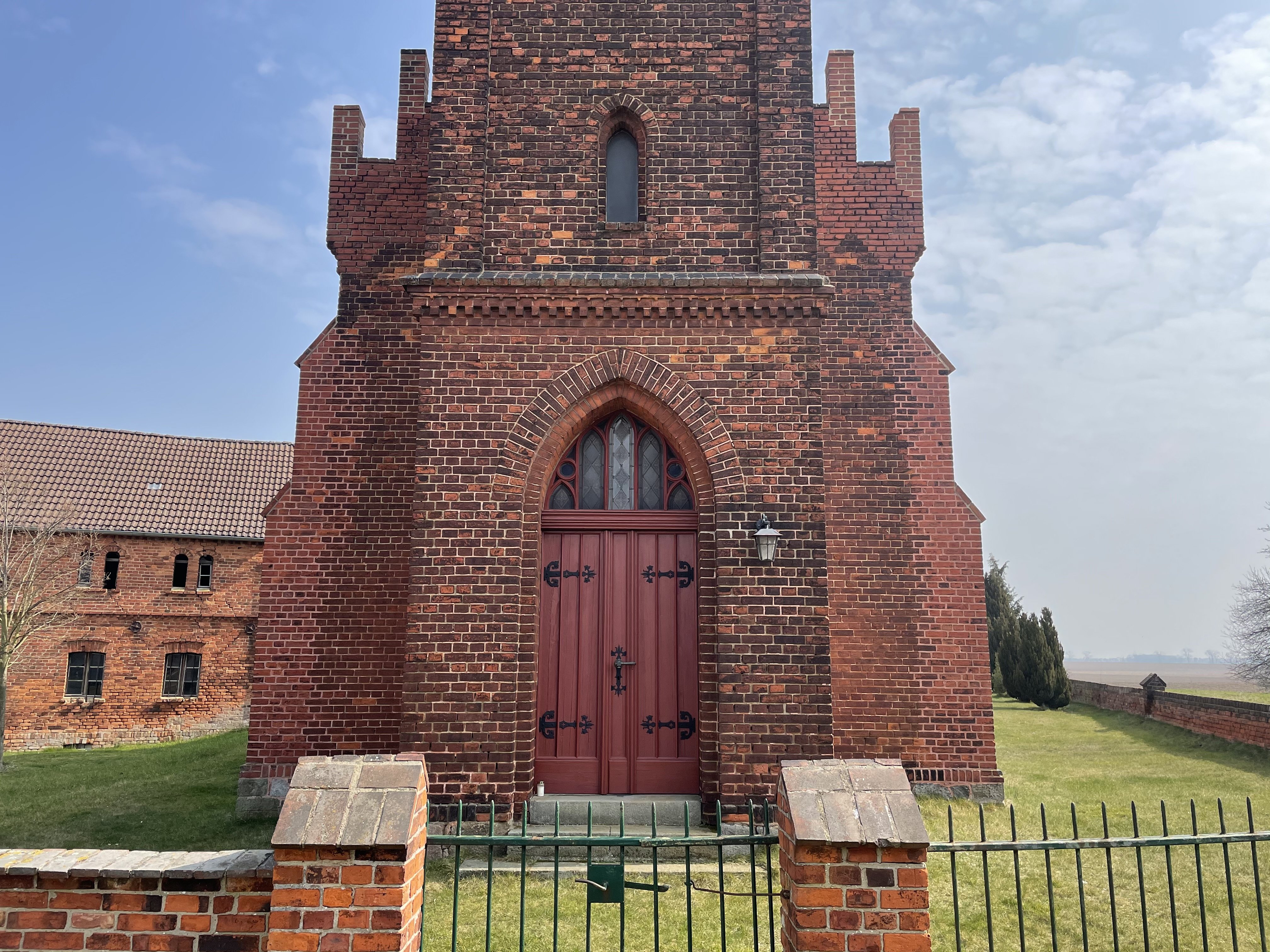
Westportal

Dalichow verwendete für den Bau im Wesentlichen rötlichen Ziegel. Daraus entstand ein polygonaler, eingezogener Chor, der an seinen Ecken mit zweifach gestuften Strebepfeilern stabilisiert wird. Am Chorschluss ist ein kleines, spitzbogenförmiges Fenster; an der Nord- und Südseite ein deutlich größeres, ebenfalls spitzbogenförmiges Fenster.
Das Langhaus des Kirchenschiffs hat einen rechteckigen Grundriss. Über die Fläche an der Nord- und Südseite wurden je drei große Lanzettfenster verbaut, die ebenfalls von zweifach gestuften Strebepfeilern umrahmt werden. Am Übergang zur Dachtraufe ist ein nach unten offener Fries. Das Schiff trägt ein schlichtes Satteldach; an der Westwand sind je zwei kleine Fialen.
Der quadratische Kirchturm ist stark eingezogen. Der Zugang erfolgt durch ein spitzbogenförmiges Portal von der Westseite her. Darüber ist ein umlaufendes Gesims. Es trennt das darüberliegende Geschoss mit je zwei kleinen, übereinander angeordneten und spitzbogigen Öffnungen an den drei zugänglichen Seiten. Oberhalb eines weiteren Gesimses ist das Glockengeschoss. Dort sind an jeder Seite vier spitzbogenförmige Klangarkaden, die in den achtfach geknickten Turmhelm übergehen. Er schließt mit einer Turmkugel und Kreuz ab.

## Ausstattung
Die Kirchenausstattung wird vom Brandenburgischen Landesamt für Denkmalpflege und Archäologische Landesmuseum (BLDAM) in seiner Datenbank als „einheitlich neugotisch“ und aus der Bauzeit stammend beschrieben. Im Altarretabel ist ein Gemälde des segnenden Christi zu sehen. Die Kuppa der Fünte stammt dabei noch aus dem Vorgängerbau und ruht auf einem gusseisernen Ständer. Hiltrud Preuß, Sachbearbeiterin in der Unteren Bauaufsichts- und Denkmalschutzbehörde des Landkreises Teltow-Fläming beschreibt den Innenraum wie folgt: „In Höfgen sind die Wandflächen in Umbragrün und Umbrabraun gehalten, der Himmel, das Gewölbe, erscheint im Kirchenschiff in einem hellen Blau, die Apsis erstrahlt in einem Ultramarin. Die Gewölberippen, die aus Formsteinen gemauert wurden, sind zur Vereinheitlichung in Ziegelrot gefasst, nur der Fugenstrich ist weiß.“ Sie lobt, dass durch ein „behutsames Abwaschen und einfaches Überstreichen“ der Ausmalung die ursprüngliche Fassung bewahrt werden konnte.
Das Bauwerk trägt im Innern ein Kreuzrippengewölbe; der Chorraum ist leicht erhöht und durch einen Triumphbogen vom Schiff abgetrennt. Auf der Empore steht ein Druckwindharmonium, das Philip Trayser im Jahr 1870 erbaute. Es wird in einem Kirchenführer des Kirchenkreises Zossen-Fläming als „musikalische Rarität“ bezeichnet und 2017 restauriert.